# 新幸橋ビルディング
新幸橋ビルディング（しんさいわいばしビルディング）は、東京都千代田区内幸町一丁目に建つ超高層ビルである。別称は東京電力新別館。阪急阪神ホテルズ、東京電力、東電不動産が区分所有し、賃貸オフィスビルとして供されている。福島第一原子力発電所事故の損害賠償問題に際し、建物の売却が検討されたが実現しなかった。

## 主な入居企業
下層部には、1階の東京電力原子力情報コーナーなど東電関係の部署が入る。9階から21階にかけては、2014年9月に電通テックが築地の電通テック本社ビルから移転した。建物前面には公開緑地があり、その地下には、隣接する第一ホテルのフィットネス施設が開設されている。

## 周辺
最寄駅の東京メトロ銀座線新橋駅からは地下通路でつながり、第一ホテルアネックス（内幸町平和ビル）、千代田区立内幸町ホールに隣接する。周囲には東電関連の不動産が多く、北東側100m弱には東京電力本社ビルがある。西側はす向かいの東新ビルは東電不動産が所有していたが、NTT都市開発に売却され、再開発のため解体された。